# Impatiens pseudoacaulis
Impatiens pseudoacaulis är en balsaminväxtart som beskrevs av Bhaskar. Impatiens pseudoacaulis ingår i släktet balsaminer, och familjen balsaminväxter. Inga underarter finns listade i Catalogue of Life.